# Lingsugur
Lingsugur é uma panchayat (vila) no distrito de Raichur, no estado indiano de Karnataka.

## Geografia
Lingsugur está localizada a 16° 10′ N, 76° 31′ L. Tem uma altitude média de 499 metros (1637 pés).

## Demografia
Segundo o censo de 2001, Lingsugur tinha uma população de 27 301 habitantes. Os indivíduos do sexo masculino constituem 51% da população e os do sexo feminino 49%. Lingsugur tem uma taxa de literacia de 55%, inferior à média nacional de 59,5%: a literacia no sexo masculino é de 65% e no sexo feminino é de 45%. Em Lingsugur, 16% da população está abaixo dos 6 anos de idade.